# Струнний квартет № 9 (Джонстон)
Струнний квартет № 9 (англ. String Quartet no. 9) — музичний твір Бена Джонстона, написаний 1988 року.
Дев'ятий струнний квартет американського композитора Бена Джонстона було написано протягом 1987—1988 років та завершено влітку 1988 року. Джонстон написав його після того, як 1983 року вийшов на пенсію, пропрацювавши понад 30 років викладачем Університету Іллінойсу, та переїхав до Північної Кароліни. Цей мікротональний квартет, як і інші роботи Джонстона цього періоду, мав на меті продемонструвати, якою могла б бути європейська класична музика, якби не відбувся перехід від чистого  до рівномірно-темперованого строю.
Квартет складається з чотирьох частин. Перша («Потужно, спокійно, повільно») виконується в чистому діатонічному строї, де більша частина звуків — це сім нот в проміжку між «до» та «до» на октаву вище. Друга частина («Швидко, піднесено») — скерцо, яке порівнювалося із творчістю Мендельсона, складається з чотирьох секцій: перші дві в мажорі, дві останні в мінорі. Третя частина  («Повільно, виразно») є повільною, схожою на твори Гайдна. Нарешті, четверта («Енергійно, зухвало») складається з двох половин, поєднаних секцією «фугато».
Дев'ятий квартет Джонстона вперше виконав Стенфорд-квартет. У дев'яності колектив випустив його на музичному альбомі разом із творами Вільяма Болкома та Марка Найкруга. 2006 року вийшов диск, на якому Кеплер-квартет виконав Другий, Третій, Четвертий та Дев'ятий квартети Джонстона (а пізніше — і решту струнних квартетів композитора).